# Phức hợp pyruvate dehydrogenase

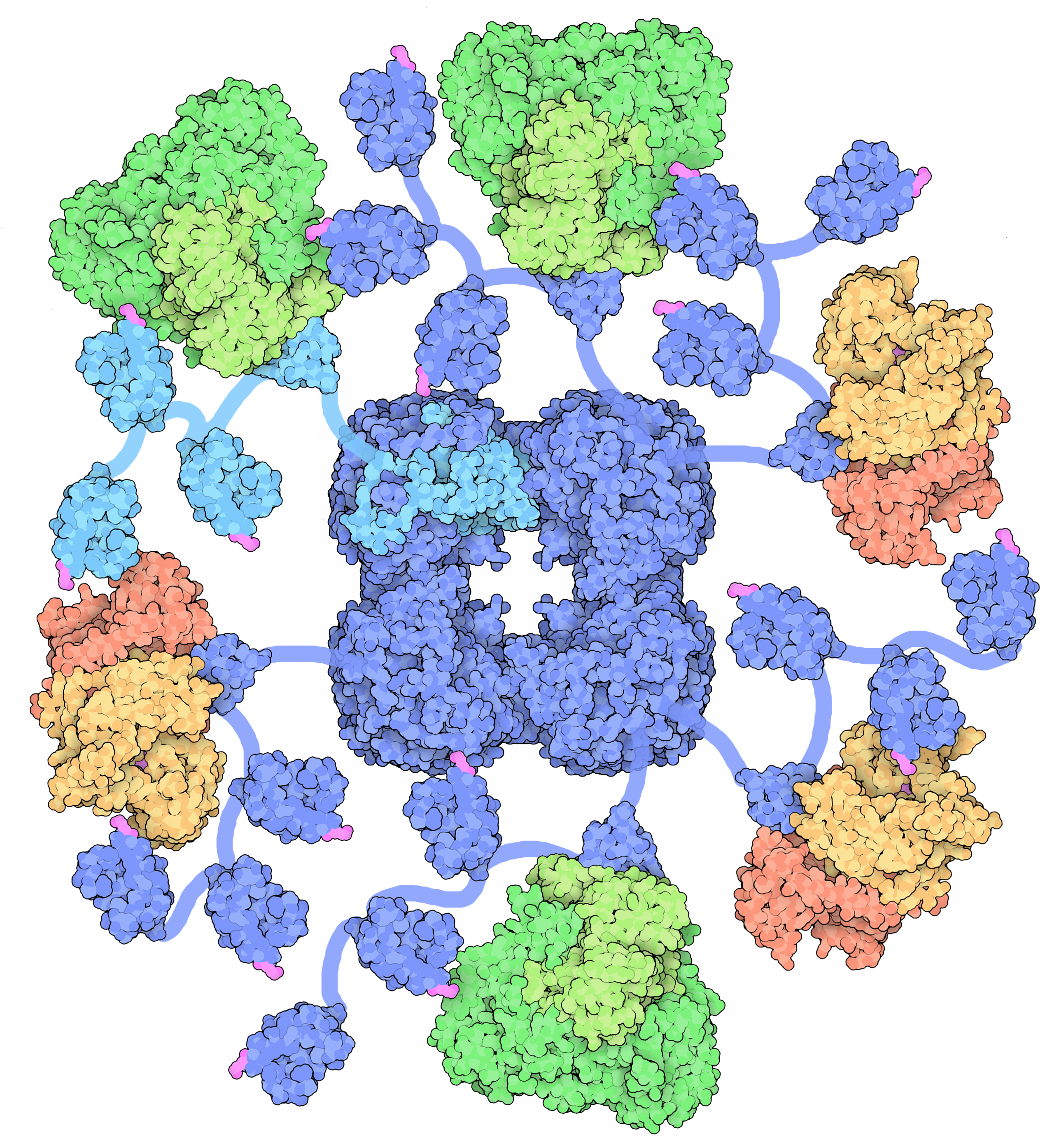
Phức hợp Pyruvate Dehydrogenase

Phức hợp pyruvate dehydrogenase (PDC) là một phức hợp gồm ba enzyme chuyển đổi pyruvate thành acetyl-CoA bằng một quá trình gọi là phản ứng pyruvate decarboxyl. Acetyl-CoA được sử dụng trong chu trình Krebs để thực hiện hô hấp tế bào và phức hợp này liên kết giai đoạn đường phân với chu trình Krebs. Pyruvate decarboxylation còn được gọi là "phản ứng pyruvate dehydrogenase" vì nó cũng liên quan đến quá trình oxy hóa pyruvate.
Phức hợp đa enzyme này có liên quan về cấu trúc và chức năng với phức hợp đa enzyme oxoglutarate dehydrogenase và oxo-acid dehydrogenase mạch phân nhánh.

## Phản ứng
Phản ứng được xúc tác bởi phức hợp pyruvate dehydrogenase là: 
| pyruvate       | phức hợp pyruvate dehydrogenase | phức hợp pyruvate dehydrogenase | acetyl CoA |
|                |                                 |                                 |            |
| CoA-SH + NAD + | CO 2 + NADH + H +               |                                 |            |
|                |                                 |                                 |            |
|                |                                 |                                 |            |
|                |                                 |                                 |            |
|                |                                 |                                 |            |

## Cấu trúc

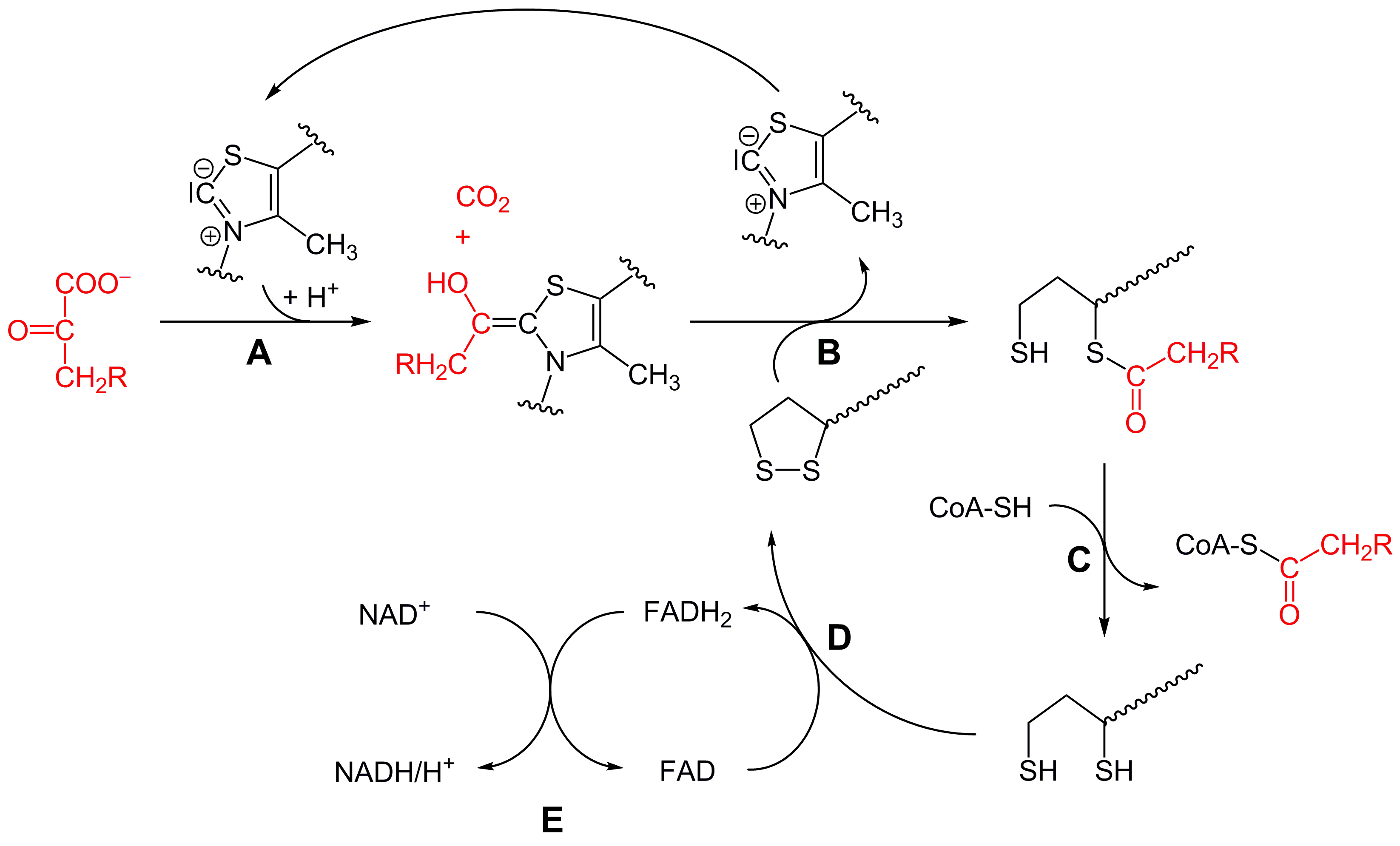
Cơ chế PDC với pyruvate (R = H)

| Enzyme                       | Viết tắt | Cofactor                     | # tiểu phần Sinh vật nhân sơ | # tiểu phần Sinh vật nhân thức |
| ---------------------------- | -------- | ---------------------------- | ---------------------------- | ------------------------------ |
| pyruvate dehydrogenase       | E1       | TPP (thiamine pyrophosphate) | 24                           | 30                             |
| dihydrolipoyl transacetylase | E2       | lipoate coenzyme A           | 24                           | 60                             |
| dihydrolipoyl dehydrogenase  | E3       | FAD NAD +                    | 12                           | 12                             |

## Sự khác biệt về cấu trúc giữa các loài
PDC là một phức hợp lớn bao gồm nhiều bản sao của 3 hoặc 4 tiểu đơn vị tùy theo loài.

### Vi khuẩn gram âm
Ở vi khuẩn gram âm, vd Escherichia coli, PDC bao gồm một lõi khối trung tâm được tạo thành từ 24 phân tử dihydrolipoyl transacetylase (E2). Lên đến 24 bản sao pyruvate dehydrogenase (E1) và 12 phân tử dihydrolipoyl dehydrogenase (E3) liên kết với bên ngoài lõi E2.

## Vị trí phản ứng decarboxyl pyruvate
Trong các tế bào nhân chuẩn, decarboxyl pyruvate hóa xảy ra bên trong ty thể, sau khi vận chuyển chất nền, pyruvate, từ cytosol. Việc vận chuyển pyruvate vào ty thể là thông qua protein vận chuyển pyruvate translocase. Pyruvate translocase vận chuyển pyruvate theo kiểu trao đổi với một proton, vận chuyển hoạt động có tiêu thụ năng lượng.
Khi vào ty thể, pyruvate bị decarboxyl hóa, tạo ra acetyl-CoA. Phản ứng không thể đảo ngược này bẫy acetyl-CoA trong ty thể. Carbon dioxide được tạo ra bởi phản ứng, do không phân cực và kích thước nhỏ, carbon dioxide dễ dàng khuếch tán ra khỏi ty thể và ra khỏi tế bào.
Ở prokaryote, không có ty thể, phản ứng này hoặc được thực hiện trong cytosol, hoặc không xảy ra phản ứng này.

## Lâm sàng
Thiếu hụt pyruvate dehydrogenase có thể là kết quả của đột biến ở gen mã hóa cho bất kỳ enzyme hoặc cofactors nào. Phát hiện lâm sàng chính của nó là dư thừa axit lactic.